# 部分轨道轰炸系统

部分轨道轰炸系统（FOBS）弹道与传统的洲际弹道导弹（ICBM）弹道示意图

部分轨道轰炸系统（英語：Fractional Orbital Bombardment System, FOBS），是一种弹头运载系统，利用近地轨道飞向目标目的地。就在到达目标之前，它通过反推发动机点火而脱离轨道，然后击中目标。与之相对，传统的洲际弹道导弹弹道为抛物线，不进入近地轨道，仅进行次軌道太空飛行。
苏联在1960年代首次发展了部分轨道轰炸系统作为核武器的运载工具。这是苏联最早利用太空运载核武器的努力之一。2021年8月，中华人民共和国测试了一种将部分轨道轰炸系统与高超音速滑翔飞行器相结合的武器。
部分轨道轰炸系统类似于天基动能武器，但带有核武器，并且具有几个诱人之处：它没有射程限制，其飞行路径不会暴露目标位置，弹头可以通过南极点引导到北美，从而逃避北美空防司令部朝北的预警系统的探测。
部分轨道轰炸系统最大飞行高度约为150公里。从能量上来说，这需要运载火箭的功率足够强大，能够将武器“送入轨道”。然而，该轨道只是完整轨道的一小部分，不是持续的，因此控制精确轨道或长期维持轨道的需求要少得多。

## 发展历史
在1962年4月，苏联政府决定研制第二代洲际弹道导弹，目的是克服第一代导弹R-16（SS-7鞍工）和R-9（SS-8黑羚羊）的缺点。计划生产四种导弹。米哈伊尔·库兹米奇·扬格利的南方设计局最初开发了R-38，后来被放弃，因此工程师可以专注于开发R-36（SS-9 Scarp）重型导弹。 
1960年代，美苏冷战升温，两国正在进行军备竞赛，发展使用弹道导弹发射的核武器。苏联人知道，当时美国部署的雷达只能探测到飞过北极的导弹。该一系统缺陷使得沿着最不期望的轨迹——通过南极，从而在美国领土上进行核导弹打击成为可能。导弹将攻击北美防空司令部的预警系统。
为了利用这一缺陷，苏联人决定开发一种携带核弹头的武器系统，该系统与在地球轨道上的推进模块相连，以从不可预见的角度进行突然袭击。实际开发的武器系统是R-36orb（俄语Р-36орб）型，它是基于R-36洲际弹道导弹。于1968年开始部署，第一个配备R-36orb的导弹团于1969年在拜科努尔航天发射场就位。部署导弹的最大数量为18。
苏联和美国于1979年签署《第二阶段限制战略武器条约》，条约中禁止部署类似于部分轨道轰炸系统的系统。根据协议，R-36orb导弹于1983 年1月退役。